# Episodi di Legends (seconda stagione)
La seconda e ultima stagione della serie televisiva Legends, composta da 10 episodi, è stata trasmessa negli Stati Uniti per la prima volta dall'emittente via cavo TNT dal 2 novembre al 28 dicembre 2015.
In Italia, la stagione è andata in onda in prima visione sul canale satellitare Fox dall'11 agosto all'8 settembre 2016.
| nº | Titolo originale                      | Titolo italiano             | Prima TV USA     | Prima TV Italia   |
| -- | ------------------------------------- | --------------------------- | ---------------- | ----------------- |
| 1  | The Legend of Dmitry Petrovich        | Dmitry Petrovich            | 2 novembre 2015  | 11 agosto 2016    |
| 2  | The Legend of Kate Crawford           | Kate Crawford               | 9 novembre 2015  | 11 agosto 2016    |
| 3  | The Legend of Curtis Ballard          | Curtis Ballard              | 23 novembre 2015 | 18 agosto 2016    |
| 4  | The Legend of Ilyana Zakayeva         | Ilyana Zakayeva             | 30 novembre 2015 | 18 agosto 2016    |
| 5  | The Legend of Terrence Graves         | Terrence Graves             | 7 dicembre 2015  | 25 agosto 2016    |
| 6  | The Legend of Tamir Zakayev           | Tamir Zakayev               | 14 dicembre 2015 | 25 agosto 2016    |
| 7  | The Second Legend of Dmitry Petrovich | Dmitry Petrovich (2ª parte) | 21 dicembre 2015 | 1º settembre 2016 |
| 8  | The Legend of Doku Zakayev            | Doku Zakayev                | 28 dicembre 2015 | 1º settembre 2016 |
| 9  | The Legend of Gabi Miskova            | Gabi Miskova                | 28 dicembre 2015 | 8 settembre 2016  |
| 10 | The Legend of Alexei Volkov           | Alexei Volkov               | 28 dicembre 2015 | 8 settembre 2016  |